# 1264년

## 연호
- 남송(南宋) 경정(景定) 5년
- 몽골 중통(中統) 5년 / 지원(至元) 원년
- 일본(日本) 고초(弘長) 4년 / 분에이(文永) 원년
- 쩐 왕조(陳朝) 티에우롱(紹隆) 7년

## 기년
- 남송(南宋) 이종(理宗) 40년
- 고려(高麗) 원종(元宗) 5년
- 몽골 쿠빌라이 칸 5년
- 쩐 왕조(陳朝) 성종(聖宗) 7년

## 사건
- 잉글랜드 최초의 의회 개회.

## 탄생
- 교황 클레멘스 5세, 195대 로마 교황.